# برد بهن زيلائي (زيلايي)
برد بهن زیلائي (بالفارسية: برد پهن زیلائی) هي قرية تقع في إيران في قسم زیلایی الريفي. يقدر عدد سكانها بـ 955 نسمة .